# Taufstein (Merseburger Dom)

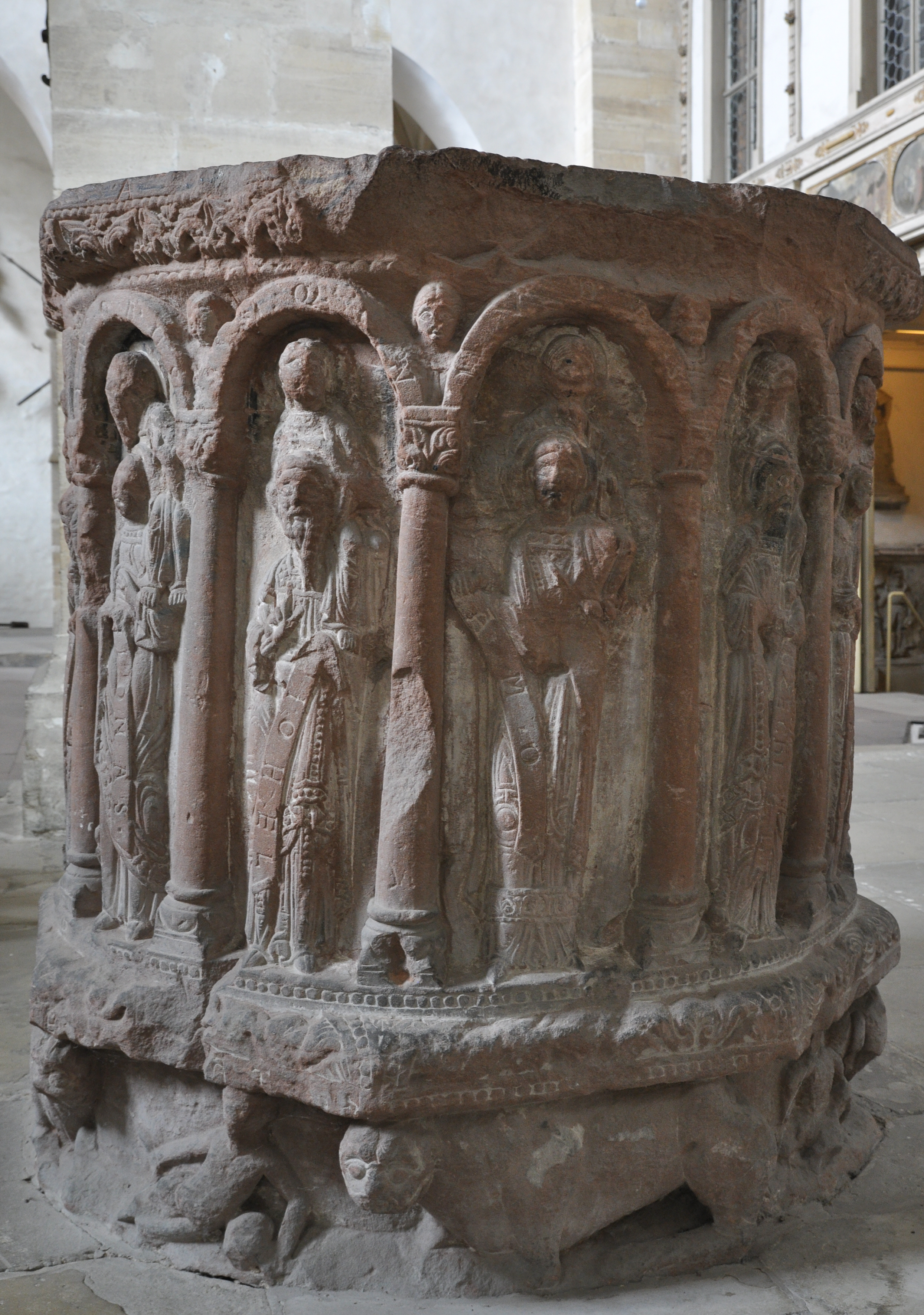
Taufstein im Merseburger Dom

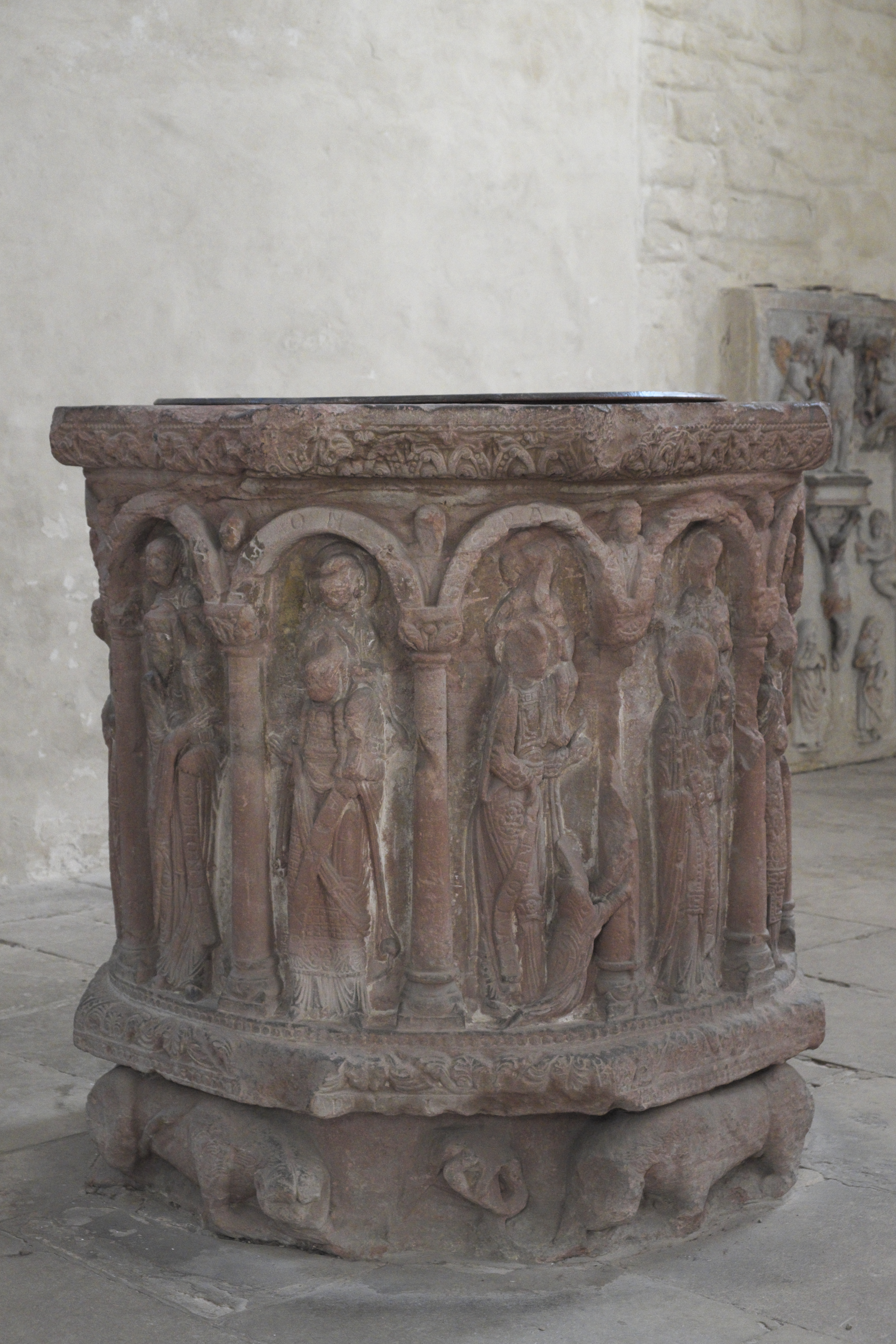
Kniende Stifterfigur an der Säule (Bildmitte)

Der romanische Taufstein im südlichen Seitenschiff der Vorhalle des Merseburger Doms wurde um 1180 geschaffen. Er stand ursprünglich in der Kirche St. Thomas am Neumarkt, wo bauzeitliche Fundamente des Taufsteins nachgewiesen werden konnten.

## Beschreibung
Der Taufstein aus rotem Sandstein hat eine Höhe von 127 cm und einen Durchmesser von 131 cm. Er ist aus einem einzigen Steinblock gearbeitet. Auf einem runden Sockel erhebt sich eine zylindrische Kufe, sie ist durch rundbogige Arkaden gegliedert. Oben und unten wird der Behälter von einem achteckigen Gesims abgeschlossen, das mit Rundstäben und Platte profiliert ist. Im Sockel tragen vier Löwen die Kufe und zwischen diesen sitzen die Verkörperungen der Paradiesflüsse: Pischon, Gihon, Hiddekel und Perat. Zwischen den Säulen der Arkaden stehen zwölf Propheten, die Schriftbänder mit ihren Namen halten. Auf ihren Schultern sitzen die zwölf Aposteln, deren Namen auf den Bögen über ihnen zu sehen ist. Das Schultern der Apostel durch Propheten symbolisiert die heilsgeschichtliche Erfüllung des Alten im Neuen Testament. 
In den Zwickeln der Bögen blicken Halbfiguren hervor. Um den Beckenrand ist das leoninische Distichon zu lesen: „Hos deus emunda quos istic abluit unda, fiat ut interius quod fit et exterius“ (Gott reinige die, welche hier die Woge reinwäscht, damit innerlich geschehe, was auch äußerlich geschieht). 
Wen die kleine Stifterfigur darstellen soll, die zu Füßen des Propheten Jeremia kniet, wissen wir nicht. Sie streckt ihre Hände Petrus zu, der auf den Schultern des Hosea dargestellt ist.